# Liste der Biografien/Lano
Liste der Biografien |
Portal Biografien |
Personensuche
# |
A |
B |
C |
D |
E |
F |
G |
H |
I |
J |
K |
L |
M |
N |
O |
P |
Q |
R |
S |
T |
U |
V |
W |
X |
Y |
Z |
?
 
La |
Lb |
Lc |
Le |
Lg |
Lh |
Li |
Lj |
Ll |
Lm |
Lo |
Lp |
Lt |
Lu |
Lv |
Lw |
Lx |
Ly |
Lz
 
Laa |
Lab |
Lac |
Lad |
Lae–Lah |
Lai |
Laj |
Lak |
Lal |
Lam |
Lan |
Lao |
Lap |
Laq |
Lar |
Las |
Lat |
Lau |
Lav |
Law |
Lax |
Lay |
Laz
 
Lana |
Lanc |
Land |
Lane |
Lanf |
Lang |
Lanh |
Lani |
Lanj |
Lank |
Lanl |
Lanm |
Lann |
Lano |
Lanp |
Lanq |
Lanr |
Lans |
Lant |
Lanu |
Lanv |
Lanw |
Lanx |
Lany |
Lanz
Die Liste der Biografien führt alle Personen auf, die in der deutschsprachigen Wikipedia einen Artikel haben. Dieses ist eine Teilliste mit 11 Einträgen von Personen, deren Namen mit den Buchstaben „Lano“ beginnt.

## Lano
- Lano, Bastian (* 1976), deutscher American-Football-Spieler
- Lano, Stefan (* 1952), US-amerikanischer Korrepetitor, Komponist und Dirigent

### Lanoe
- Lanoë, Alphonse (1926–2009), bretonisch-schweizerischer Maler
- Lanoë, Henri (1929–2024), algerisch-französischer Filmeditor
- Lanoë, Julia (* 1978), französische Sängerin und Musikerin

### Lanoi
- Lanois, Daniel (* 1951), kanadischer Musiker und MusikproduzentDaniel Lanois (* 1951)

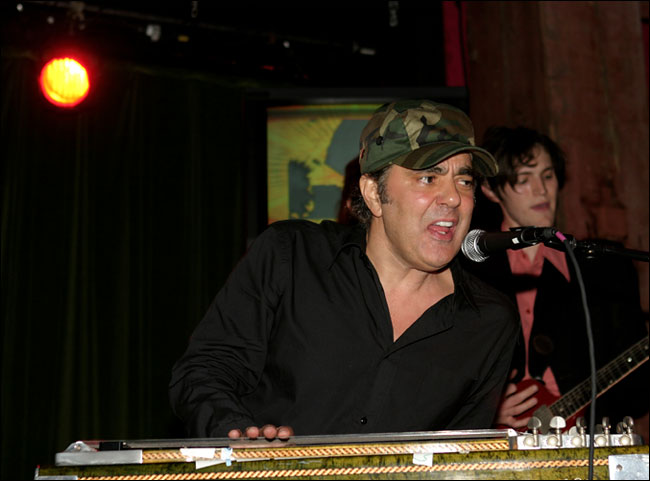
Daniel Lanois (* 1951)

### Lanot
- Lanotte, Luca (* 1985), italienischer Eiskunstläufer

### Lanou
- Lanoux, Armand (1913–1983), französischer Schriftsteller
- Lanoux, Victor (1936–2017), französischer Schauspieler

### Lanow
- Lanowoi, Wassili Semjonowitsch (1934–2021), russischer Schauspieler

### Lanoy
- Lanoye, Tom (* 1958), belgischer Schriftsteller